# Messerschmitt (azienda)
La Messerschmitt AG era un'azienda aeronautica tedesca fondata negli anni trenta, che progettò e produsse la maggior parte degli aerei da caccia usati dalla Luftwaffe durante la seconda guerra mondiale; in particolare il Bf 109, il Bf 110 ed il Me 262. La società sopravvisse nel dopoguerra, anche in seguito a numerose fusioni, con cambiamento di denominazione dall'originale a Messerschmitt-Bölkow-Blohm GmbH (MBB) fino all'acquisizione da parte della Daimler Benz Aerospace AG (DASA) nel 1989.

## Gli inizi
La storia della Messerschmitt inizia nel 1927 con l'arrivo del professore Willy Messerschmitt nella Bayerische Flugzeugwerke AG (BFW) con sede ad Augusta, in Baviera, per costituire l'ufficio di progettazione. Egli promosse l'uso della "costruzione leggera" secondo la quale molte parti separate e pesanti venivano unite in un singolo blocco risparmiando, in tal modo, peso e aumentando le prestazioni.
Il primo vero test fu il Messerschmitt Bf 108 Taifun, un aereo sportivo che ben presto avrebbe battuto ogni sorta di record. In base a questi risultati la società fu invitata a sottoporre un progetto per la gara della Luftwaffe del 1935 di un nuovo caccia. L'apparecchio proposto, il Bf 109, basato sul metodo di costruzione sopra descritto, vinse facilmente la gara diventando uno dei principali caccia di riferimento della moderna aviazione.
Da quel momento in poi la Messerschmitt divenne la favorita del partito nazista, tanto per la sua abilità nella progettazione di velivoli quanto per la sua attività politica nel destreggiarsi negli ambienti che contano. Inoltre, essendo localizzata nel sud della Germania, Messerschmitt godeva del vantaggio di essere lontana dalle basi dei bombardieri inglesi.
L'11 luglio 1938 la Bayerische Flugzeugwerke cambiò nome in Messerschmitt AG e Willy Messerschmitt divenne presidente e direttore generale. La variazione di ditta corrispose nella variazione delle sigle dei nuovi apparecchi che sostituirono le iniziali Me al posto di Bf. I primi apparecchi, come il 109 e 110, mantennero nei documenti ufficiali la vecchia denominazione anche se in alcuni casi anche per loro venne usata la nuova.
Stando alla codifica RLM, gli aerei Messerschmitt dal 108 al 163 possiedono il prefisso Bf, i successivi Me.

## Attività durante la guerra
Durante la guerra Messerschmitt divenne il principale progettista dell'aviazione militare; i suoi Bf 109 e Bf 110 costituirono la maggior parte della caccia tedesca della prima parte della guerra. Diversi altri progetti vennero industrializzati, incluso l'enorme aliante da trasporto Me 321 Gigant e la sua variante a sei motori: l'Me 323. Comunque nella seconda metà della guerra, Messerschmitt si convertì pressoché interamente ai progetti di aerei a reazione, realizzando il primo caccia a reazione al mondo: il Me 262 Schwalbe ("Rondine"). 
Messerschmitt produsse anche l'aereo, progettato dall'istituto DFS, denominato Me 163 Komet, ossia il primo, ed unico, aereo dotato di motore a razzo ad entrare in servizio.
Anche Messerschmitt ebbe però i suoi insuccessi; il Me 210, progettato come il successore del 110, fu un disastro così grande che portò quasi al fallimento della società. Difetti di progettazione caratterizzarono anche il Messerschmitt Me 410 Hornisse ("Calabrone"), ma solo un piccolo numero venne prodotto prima che tutta l'attenzione si concentrasse sull'innovativo Me 262. Successivamente durante la guerra, Messerschmitt lavorò su un progetto di "Amerikabomber" pesante, il Me 264, che volò come prototipo ormai troppo tardi per partecipare alle operazioni.

## Dopoguerra
Dopo la seconda guerra mondiale alla società fu vietato di produrre aeromobili. La produzione si indirizzò allora su piccoli veicoli a 3 ruote (KR175 / KR200). Una leggenda metropolitana vuole che fossero fabbricati con vecchie componenti di aeroplani. In verità dato che a progettarle fu l'ingegnere aeronautico Fritz Fend, probabilmente fu l'aspetto simile a creare la leggenda. Una ben nota apparizione sul grande schermo di questi veicoli fu nel film Brazil di Terry Gilliam. Il cantante Elvis Presley possedeva una KR200 rossa.

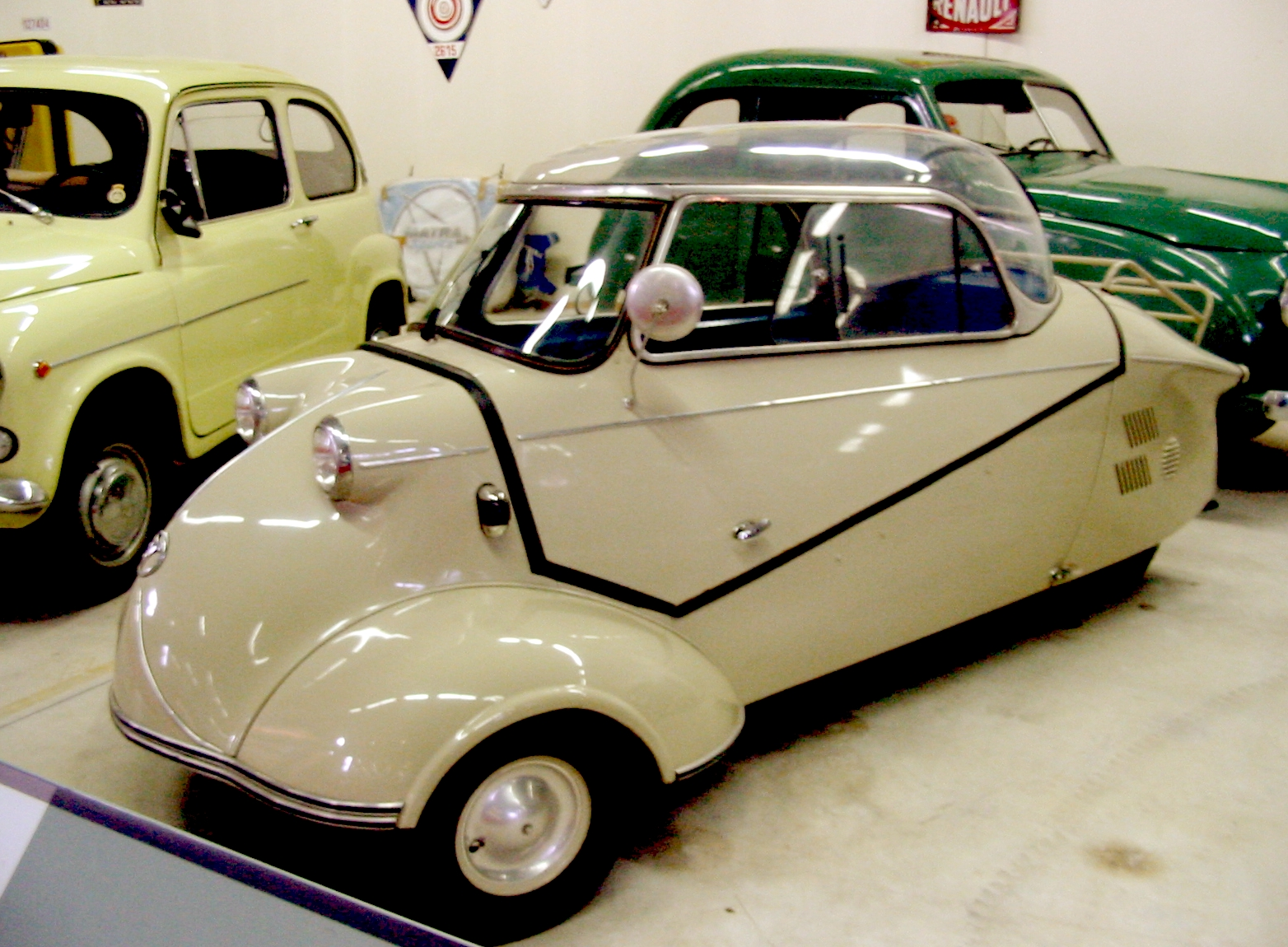
Messerschmitt KR200 del 1955

Le macchine furono prodotte da una società dello stesso Fend negli stabilimenti Messerschmitt di Regensburg, anche se Willy Messerschmitt aveva veramente poco a che fare con questi veicoli, a parte il fatto che essi circolavano con il suo marchio. L'influenza aeronautica sul progetto di Fend è rintracciabile nello sforzo di rivestire il due posti con una struttura metallica aerodinamica e leggera. Il risultato è nelle notevoli prestazioni del veicolo propulso da un piccolo motore a due tempi monocilindrico da 175 cm³. La versione potenziata (detta KR200) seguì poco dopo; motorizzata con un 200 cm³, uscì di produzione nel 1964.
In seguito è stata avviata la produzione del quattro ruote TG500 o Tiger (propulso da un motore bicilindrico da 490 cm³) in grado di raggiungere velocità più elevate e dotato di maggiori capacità di carico.
Meno noto è il fatto che le fabbriche Messerschmitt producevano anche case prefabbricate, progettate per essere montate autonomamente come "self-building-kits" e principalmente costituite da una struttura di metallo leggero.
Nel 1955, duecento Vespa GS VS1 in CKD vennero importate in Germania dall'Italia, e montate negli stabilimenti della Messerschmitt,  con l'aggiunta dello stemma della casa Tedesca e  di altri particolari,  quali il commutatore luci Hella e il bordo scudo di serie. Nel 1956 la Messerschmitt costruisce un proprio modello denominato GS2 Type 62, con prefisso e numero telaio VD1TS 1001-7000.  Con delle linee meno ricche di curve,  aveva delle differenze sostanziali dalla GS VS1:  l'impianto elettrico era prodotto in Germania, aveva un contachilometri VDO di forma quadrata, la sella Denfeld e i cavi esterni al manubrio. Il numero di modelli costruito doveva essere di circa 6000 pezzi, ma ad oggi non se ne contano più' di 1700. Nell'Aprile del 1957 nasce la Vespa GS3 type 112, prefisso e numero di telaio VD2TS 7001-10480. Lo chassis era identico alla GS2, ma aveva i cavi interni al manubrio, portava uno stop della Hella molto particolare, ma la cosa interessante è  che molti di questi modelli,  pur avendo lo stemma  "Messerschmitt"  vennero assemblate negli stabilimenti "Vespa GMBH Augsburg" che dal 1958 rileverà' l'intera produzione della Vespa GS tedesca.
Nel 1958 nasce la Vespa GS3 Augsburg type 162 numero di telaio VD2TS 10481-13300.  Da questo modello scompare lo stemma Messerschmitt, ed appare la targhetta "Vespa GMBH Augsburg" questo modello mantiene però  molte prerogative rispetto al precedente,  e si presuppone che i  telai vennero importati dall'Italia e  assemblati in Germania. Dal 1959 al 1962 la GS3 Augsburg type 212 numero modello VD2TS 13301-35177 sancisce l'ultima rappresentante del mito GS.  Con cerchi a  stella,  si avvicina molto alla VS5 Italiana,  fatta eccezione,  per il contachilometri che rimane della VDO di forma quadrata,  della comodissima sella Denfeld,  e dello stop Hella.  Gli ultimi modelli montavano sulle sacche laterali le frecce di direzione per l'adeguamento al codice della strada tedesco dell'epoca. Costruita,  tra il 1955 ed il 1962,  con un numero complessivo di circa 30000 esemplari costruiti,  la  "Vespa tedesca" è oggi molto richiesta dai collezionisti, soprattutto stranieri. La sede Piaggio di Augsburg è  stata definitivamente chiusa nel 2004,  dopo lo spostamento del magazzino ricambi.

## Il ritorno nel campo dell'aviazione
Nel 1968 la Messerschmitt AG si fuse con la Bölkow GmbH ed un anno dopo si aggiunse anche il dipartimento aeronautico della Blohm + Voss. La società quindi cambiò il proprio nome in Messerschmitt-Bölkow-Blohm GmbH (MBB). Nel 1989 fu rilevata dalla Daimler Benz Aerospace AG (DASA).